# Aleoetenstroom
De Aleoetenstroom is een zeestroom in het noorden van de Grote Oceaan. De zeestroom ligt voor de zuidkust van het Aleoeten van de Amerikaanse staat Alaska en stroomt richting het westen.
De zeestroom is het vervolg van de Alaskastroom in de Golf van Alaska die zich in een noordelijke tak en een westelijke tak splitst na het Alaska-schiereiland. De noordelijke tak is de Beringhellingstroom en krijgt het meeste water, de westelijke tak de Aleoetenstroom.
De Aleoetenstroom stroomt voor een deel richting het westen naar de Kamtsjatkastroom, buigt naar het noorden om langs de noordkust oostwaarts te stromen en buigt naar het zuiden om en stroomt terug naar het oosten als de Subarctische stroom die onderdeel is van de Alaskagyre. De zeestroom langs de noordkust is onderdeel van de Beringzeegyre.
De zeestroom stroomt door de mariene ecoregio Aleoeten.